# Adolf Waraksiewicz
Adolf Mikołaj Waraksiewicz (ur. 29 stycznia?/10 lutego 1881 w Wielkim Krzywcu, zm. 13 września 1960 we Nowym Mieście Lubawskim) – generał brygady Wojska Polskiego, kawaler Orderu Virtuti Militari.

## Życiorys
Adolf Mikołaj Waraksiewicz urodził się 10 lutego 1881 roku w majątku ziemskim Wielki Krzywiec, w ówczesnej guberni czernihowskiej, w rodzinie Karola i Natalii z Trockich. Ukończył Szkołę Junkrów w Jelizawietgradzie, od 1903 kornet rosyjskiej kawalerii. Uczestnik wojny rosyjsko japońskiej 1904–1905. W 1911 ukończył Oficerska Szkołę Artylerii w Petersburgu. W latach 1915–1917 służył w Legionie Puławskim, jako zastępca dowódcy, potem dowódca dywizjonu ułanów. Podpułkownik z 1915. Dowódca 1 i 2 pułku ułanów. Pułkownik z 1916 w Dywizji Strzeleckiej przy Armii Rosyjskiej. Brał udział w walkach na froncie niemieckim. W 1917 wszedł z resztkami dywizji w skład I Korpusu Polskiego w Rosji (na Wschodzie) i dowodził w nim, a następnie od marca do listopada 1918 był dowódcą 2 pułku ułanów.
Od listopada 1918 w Wojsku Polskim. W okresie od listopada 1918 do czerwca 1920 był organizatorem i dowódcą 2 pułku ułanów. 11 czerwca 1920 roku został zatwierdzony z dniem 1 kwietnia 1920 roku w stopniu podpułkownika, w kawalerii, w grupie oficerów byłych Korpusów Wschodnich i byłej armii rosyjskiej. 21 czerwca tego roku Minister Spraw Wojskowych generał porucznik Józef Leśniewski zezwolił mu korzystać tytularnie ze stopnia pułkownika. Na froncie bolszewickim: czerwiec – grudzień 1920 dowódca III Brygady Jazdy, grudzień 1920 – lipiec 1921 dowódca I Brygady Jazdy.
W październiku 1921 roku objął dowództwo IX Brygady Jazdy, która w 1924 roku została przemianowana na 9 Samodzielną Brygadę Kawalerii w Baranowiczach. 3 maja 1922 roku został zweryfikowany w stopniu pułkownika ze starszeństwem z 1 czerwca 1919 roku i 18. lokatą w korpusie oficerów jazdy (od 1924 roku – kawalerii), a jego oddziałem macierzystym był 2 pułk ułanów.
15 lipca 1927 roku został zwolniony ze stanowiska dowódcy 9 SBK i mianowany dowódcą XVIII Brygady Kawalerii w Wołkowysku. Przejściowo pełnił także obowiązki dowódcy 1 Dywizji Kawalerii.
1 stycznia 1928 roku Prezydent RP, Ignacy Mościcki awansował go na generała brygady ze starszeństwem z dniem 1 stycznia 1928 roku i 10. lokatą w korpusie generałów.
12 marca 1929 roku został mianowany dowódcą Brygady Kawalerii „Suwałki”. W dniach 24–28 marca 1931 roku uczestniczył w grze wojennej, w charakterze dowódcy samodzielnej brygady kawalerii. Prowadzący tę grę ówczesny inspektor armii, generał dywizji Edward Śmigły-Rydz wystawił mu następującą opinię: „pracuje na krótką metę. Jako wyższy dca chwiejny, niezdecydowany”. Z dniem 31 stycznia 1932 roku został przeniesiony w stan spoczynku.
We wrześniu 1939 zgłosił się do służby czynnej i otrzymał formalny przydział do Ministerstwa Spraw Wojskowych. W kampanii udziału nie brał. Internowany po przekroczeniu granicy rumuńskiej i przekazany do oflagu na terenie Niemiec. Po uwolnieniu z niewoli wyjechał do Francji, gdzie zaliczono go do rezerwy personalnej Naczelnego Wodza, po czym w stanie nieczynnym.
W lutym 1946 roku razem z generałem broni Leonem Berbeckim powrócił z Francji. Osiadł w swoim przedwojennym majątku Tyliczki, obecnie część wsi Tylice. Tu zajmował się gospodarstwem i produkcją doniczek ceramicznych. Zmarł 13 września 1960 roku w szpitalu w Nowym Mieście Lubawskim. Został pochowany na miejscowym cmentarzu.

## Ordery i odznaczenia
- Krzyż Srebrny Orderu Wojskowego Virtuti Militari nr 250 – 30 czerwca 1921[17][18]
- Krzyż Walecznych dwukrotnie[19]
- Złoty Krzyż Zasługi – 28 września 1925[20][19]
- Medal Zwycięstwa („Médaille Interalliée”) – 1925[21]
- Odznaka pamiątkowa I Korpusu Polskiego w Rosji